# Waleed Taher Radwan
Waleed Bin Taher Bin Hassan Radwan  (* 23. Dezember 1954 in Dschidda) ist ein saudi-arabischer Diplomat.

## Leben
Waleed Taher Radwan besuchte die Grundschule in Saudi-Arabien, sein Abitur machte er in Ägypten, am Victoria College studierte er Bachelor of Science und bis 1976 Ingenieurwesen an der Universität Kairo.
Er kann mehrere Fortbildungsdiplome aus Bereichen Ingenieurwesen, Project Management und Informationstechnik vorweisen.
Nach seiner Ausbildung wurde er drei Jahre bei multinationalen Unternehmen beschäftigt.
1979 trat er in den auswärtigen Dienst. Er war Teilnehmer der Internationalen Anti-Terrorismus-Konferenz in Riad und der Europäischen-Union-Golf-Kooperationsrat-Außenminister-Konferenz.
Er wurde in Tunesien und Frankreich in den Bereichen Öffentlichkeitsarbeit, Wirtschaft und Informationswesen beschäftigt.
Von 2004 bis 27. Oktober 2010 leitete er das Facilitymanagement des Außenministeriums in Riad.
Er ist verheiratet und hat drei Söhne.
Vom 18. bis 19. Juni 2011 war er Schirmherr der Warsaw Arabian Horse Show (Araber (Pferd)) im Łazienki-Park.
| Vorgänger                  | Amt                                            | Nachfolger |
| -------------------------- | ---------------------------------------------- | ---------- |
| Nasser bin Ahmed Al-Bireik | Saudi-arabischer Botschafter in Polen 2010–... | —          |